# Philipp Kneib
Philipp Kneib (* 19. Februar 1870 in Zornheim; † 21. Juli 1915 in Würzburg) war ein deutscher katholischer Theologe.

## Leben
Bischof Paul Leopold Haffner weihte ihn 1895 in Mainz zum Priester. Nach Kaplansstellen in Gernsheim, St. Quintin (Mainz), St. Alban (Bodenheim) und am Mainzer Dom war er Benefiziumsverwalter in Seligenstadt. 1899 wurde er Lehrer am Progymnasium Seligenstadt und 1900 Dozent am Priesterseminar Mainz, zunächst für Kirchengeschichte, dann für Moraltheologie. 1903 wurde er Professor und trat 1906 die Nachfolge seines Lehrers Herman Schell als Professor der Moraltheologie an der Universität Würzburg an.

## Schriften (Auswahl)
- Die Willensfreiheit und die innere Verantwortlichkeit. Kirchheim, Mainz 1898 (zugleich Dissertation, Würzburg 1898).
- Der Evangeliumsbaumeister Harnack. Eine populäre Auseinandersetzung über ‘Das Wesen des Christentums‘ (= Frankfurter zeitgemäße Broschüren, Neue Folge 20, Heft 9). Breer & Thiemann, Hamm 1901.
- Die Beweise für die Unsterblichkeit der Seele aus allgemeinen psychologischen Tatsachen (= Straßburger theologische Studien, Band 5,2). Herder, Freiburg im Breisgau 1903,.
- Die „Lohnsucht“ der christlichen Moral. Ein Beitrag zur Apologie der christlichen Sittenlehre (= Theologische Studien der Österreichischen Leo-Gesellschaft, Band 11). Mayer, Wien 1904.
- Moderne Leben-Jesu-Forschung unter dem Einflusse der Psychiatrie. Eine kritische Darstellung für Gebildete aller Stände. Kirchheim, Mainz 1908.
- Handbuch der Apologetik als der wissenschaftlichen Begründung einer gläubigen Weltanschauung. Schöningh, Paderborn 1912.